# 1526 год в науке
В 1526 году произошли различные научные и технологические события, некоторые из которых представлены ниже.

## События
- 23 мая — Прохождение Венеры по диску Солнца.
- Парацельс классифицирует цинк как металл[1].
- Португальский мореплаватель Жоржи ди Менезиш впервые посетил северо-западный выступ Новой Гвинеи.

## Публикации
- Жан Фернель: «Monalosphaerium sive astrolabii genus; generalis horarii structura et usus». Излагается способ изображения целой сферы на одном плоском чертеже.

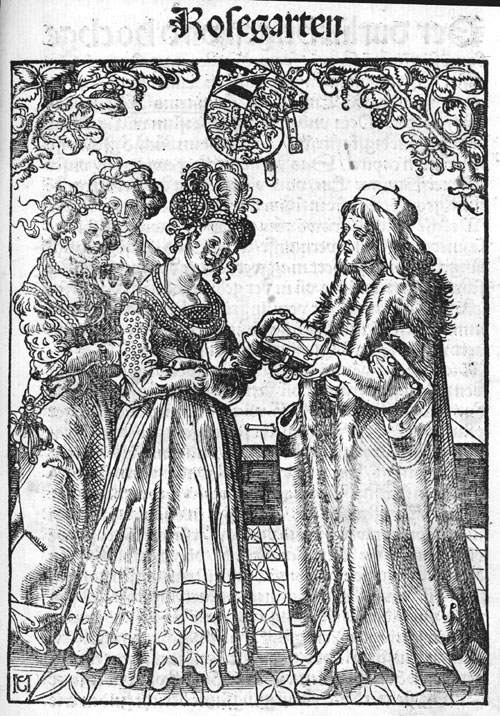
Евхарий Ресслин дарит свою книгу «Розарий» герцогине Екатерине Померанской

## Родились
См. также: Категория:Родившиеся в 1526 году
- 19 февраля — Карл Клузиус, фламандский ботаник (умер в 1609 году).
- Такиюддин аш-Шами, арабский астроном и изобретатель (умер в 1585 году).
- Рафаэль Бомбелли, итальянский математик, первым установивший правила обращения с комплексными числами (умер в 1572 году).

## Скончались
См. также: Категория:Умершие в 1526 году
- 4 августа — Хуан Себастьян Элькано, испанский мореплаватель, возглавивший первое кругосветное путешествие после гибели Магеллана (род. в 1486 или в 1487 году).
- 5 ноября — Сципион Дель Ферро, итальянский математик, открывший способ решения кубических уравнений (род. в 1465 году).
- Евхарий Старший Ресслин, немецкий врач-акушер, фармаколог (род. в 1470 году).